# Søren Schauser
Søren Schauser (født i Herning 9. maj 1965) er ph.d. i filosofi, forfatter og lektor ved Det Kongelige Danske Musikkonservatorium.
Søren Schauser blev oprindelig uddannet violinist og musikhistoriker fra Syddansk Musikkonservatorium. Han indledte sin karriere som bratschist i Odense Symfoniorkester og i European Union Baroque Orchestra, og fortsatte sine studier på Syddansk Universitet. Det resulterede i ph.d.-afhandlingen Fem begyndelser hos Per Nørgård i 1995. Den beskriver fem milepæle i Per Nørgårds produktion — et barndomsværk fra 1940'erne, fundet af uendelighedsrækken i 1959, første døgn af operaen Gilgamesh fra 1972, første sats af Tredje Symfoni fra 1972-76 og begyndelsen af korværket Wie ein Kind fra 1980.
Søren Schauser har været skribent på Politiken, Dagbladet Information og Dansk Musiktidsskrift og har siden 2002 været tilknyttet Berlingske som kulturjournalist og lederskribent. Han underviste i musikalsk analyse ved Københavns Universitet 1999-2011 og blev i 2013 ansat som underviser i musikhistorie og kulturel perspektivering på Det Kongelige Danske Musikkonservatorium, hvor han i dag er lektor.
Søren Schauser beskæftiger sig i sit forfatterskab med musikhistorie, filosofi og eksistens.
Søren Schauser er kendt i den brede offentlighed for sin hyppige radiooptræden og sin medvirken i DRs Den Klassiske Musikquiz.